# Rachias iricolor
Espèce
Synonymes
- Hermacha iricolor Mello-Leitão, 1923

Rachias iricolor est une espèce d'araignées mygalomorphes de la famille des Pycnothelidae.

## Distribution
Cette espèce est endémique de Santa Catarina au Brésil,. Elle se rencontre vers Blumenau.

## Description
Les femelles mesurent de 32 à 37 mm.

## Systématique et taxinomie
Cette espèce a été décrite sous le protonyme Hermacha iricolor par Mello-Leitão en 1923. Elle est placée dans le genre Rachias par Indicatti, Chavari, Zucatelli-Júnior, Lucas et Brescovit en 2017.

## Publication originale
- Mello-Leitão, 1923 : « Theraphosideas do Brasil. » Revista do Museu Paulista, vol. 13, p. 1-438.